# まる生金曜日
『まる生金曜日』（まるなまきんようび）は、2009年4月10日から2012年3月23日までテレビ愛媛で放送されていたローカル情報番組である。
前身は2009年3月23日に終了した平日の帯番組『新鮮!まる生愛媛』で、本番組へのリニューアルとともに金曜日のみの放送に変更された。

## 放送時間
- 金曜 16時00分 - 16時53分（2009年4月10日 - 2009年9月25日）
- 金曜 15時59分 - 16時53分（2009年10月2日 - 2011年3月4日） - 3月11日・18日の放送は休止。3月25日の放送は15時15分から。
- 金曜 15時56分 - 16時49分（2011年4月1日 - 2012年3月23日）
- ほか、当日深夜には番組の再放送が行われていた。

## キャスター
- 岡本匡史（当時テレビ愛媛アナウンサー） - 2010年9月24日まで出演。
- 大下香奈（当時テレビ愛媛アナウンサー） - 2010年9月24日まで出演。
- 堀本直克（テレビ愛媛アナウンサー） - 2010年10月1日から出演。
- 中山明音（当時テレビ愛媛アナウンサー） - 2010年10月1日から出演。

## コーナー

### 番組終了時のコーナー
- 今日の特集
- 街かど情報局
- 映画情報（不定期）

### 途中まで行われていたコーナー
- 楽しい金曜日
- まる生しぼり
- ギュギュッと!まる生
- 魂アゲムービー
- まる生特急便